# Lycosa praestans
Lycosa praestans là một loài nhện trong họ Lycosidae.
Loài này thuộc chi Lycosa. Lycosa praestans được Carl Friedrich Roewer miêu tả năm 1960.